# Coppa di Francia 2005 (ciclismo)
La Coppa di Francia di ciclismo 2005, quattordicesima edizione della competizione, si svolse dal 19 febbraio al 6 ottobre 2005, in 14 eventi tutti facenti parte del circuito UCI Europe Tour 2005 categoria 1.1. Fu vinta dal belga Philippe Gilbert della Française des Jeux, mentre il miglior team fu Française des Jeux.

## Calendario
| Corsa | Data         | Evento                                  | Vincitore        | Squadra            | Leader della classifica |
| ----- | ------------ | --------------------------------------- | ---------------- | ------------------ | ----------------------- |
| 1     | 19 febbraio  | Tour du Haut-Var (2005)                 | Philippe Gilbert | Française des Jeux | Philippe Gilbert        |
| 2     | 20 febbraio  | Classic Haribo (2005)                   | Gorik Gardeyn    | Mr Bookmaker.com   | Philippe Gilbert        |
| 3     | 20 marzo     | Cholet-Pays de Loire (2005)             | Pierrick Fédrigo | Bouygues Télécom   | Pierrick Fédrigo        |
| 4     | 29 marzo     | Parigi-Camembert (2005)                 | Laurent Brochard | Bouygues Télécom   | Laurent Brochard        |
| 5     | 1º aprile    | Route Adélie (2005)                     | Daniele Contrini | LPR                | Lilian Jégou            |
| 6     | 3 aprile     | Grand Prix de la Ville de Rennes (2005) | Ludovic Turpin   | AG2R Prévoyance    | Ludovic Turpin          |
| 7     | 14 aprile    | Grand Prix de Denain (2005)             | Jimmy Casper     | Cofidis            | Ludovic Turpin          |
| 8     | 17 aprile    | Tro-Bro Léon (2005)                     | Tristan Valentin | Auber 93           | Ludovic Turpin          |
| 9     | 1º maggio    | Trophée des Grimpeurs (2005)            | Philippe Gilbert | Française des Jeux | Philippe Gilbert        |
| 10    | 16 maggio    | Grand Prix de Villers-Cotterêts (2005)  | Bradley McGee    | Française des Jeux | Philippe Gilbert        |
| 11    | 22 maggio    | Tour de Vendée (2005)                   | Jonas Ljungblad  | Amore & Vita       | Philippe Gilbert        |
| 12    | 31 luglio    | La Poly Normande (2005)                 | Philippe Gilbert | Française des Jeux | Philippe Gilbert        |
| 13    | 18 settembre | Grand Prix d'Isbergues (2005)           | Niko Eeckhout    | Chocolade Jacques  | Philippe Gilbert        |
| 14    | 6 ottobre    | Parigi-Bourges (2005)                   | Lars Ytting Bak  | CSC                | Philippe Gilbert        |

## Classifiche
| Pos. | Corridore        | Squadra       | Punti |
| ---- | ---------------- | ------------- | ----- |
| 1    | Philippe Gilbert | Fr. des Jeux  | 162   |
| 2    | Ludovic Turpin   | AG2R Prév.    | 108   |
| 3    | Pierrick Fédrigo | Bouygues Tél. | 65    |
| 4    | Tristan Valentin | Auber 93      | 60    |
| 5    | Lilian Jégou     | Fr. des Jeux  | 58    |
| 6    | John Gadret      | Jartazi       | 53    |
| 7    | Samuel Plouhinec | Bretagne      | 51    |
| 8    | Laurent Brochard | Bouygues Tél. | 50    |
| 9    | Jimmy Casper     | Cofidis       | 50    |
| 10   | Bradley McGee    | Fr. des Jeux  | 50    |